# Liste des cathédrales de Sao Tomé-et-Principe
Cet article recense les cathédrales de la Sao Tomé-et-Principe.

## Liste[1]
- Cathédrale Notre-Dame-de-Grâce de Sao Tomé